# Южная дорога (Санкт-Петербург)
Ю́жная дорога — проезд на Крестовском острове в Петроградском районе Санкт-Петербурга. Проходит от реки Малой Невки до Северной дороги.

## История
Название Южная дорога возникло в 1930-е годы, как дорога, проходящая по южному краю Приморского парка Победы.
Конечный участок дороги, примыкающий к окрестностям стадиона, в 1958—1977 и 1993—2006 годах составлял часть гоночной трассы «Невское кольцо». В настоящее время сквозной проезд между Южной и Северной дорогами невозможен по причине установленного в 2017 году периметра безопасности вокруг стадиона «Газпром Арена».

## Достопримечательности
- Большой Петровский мост
- Приморский парк Победы
- яхт-клуб «Крестовский»
- концертно-спортивный комплекс «Сибур Арена»

## Пересечения
- Крестовский проспект
- Теннисная аллея
- Футбольная аллея
- Северная дорога